# Orquesta Sinfónica de Malmö

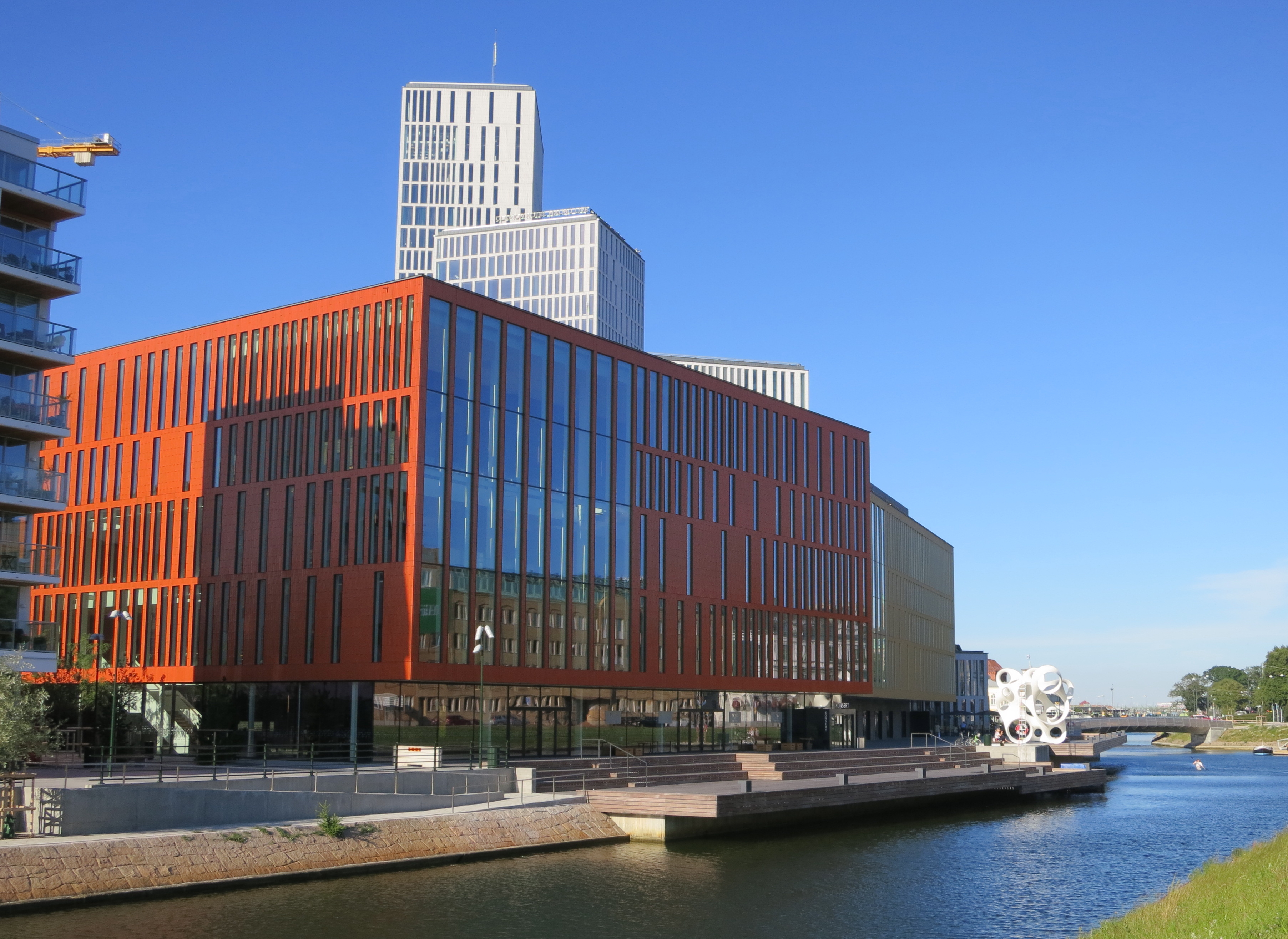
Malmö Live Concert Hall

La Orquesta Sinfónica de Malmö (en sueco: Malmö Symfoniorkester) es una orquesta sueca, con sede en Malmö. Desde 2015 tiene su sede en el recién construido Malmö Live Concert Hall.
La orquesta tiene una plantilla de 94 músicos. Desde 2019, el director de orquesta es Robert  Trevino.

## La historia
La orquesta fue fundada en 1925 con Walther Meyer-Radon como el primer director en jefe, de 1925 a 1929. Herbert Blomstedt ostentó el título de Huvuddirigent (director principal) durante 1962-1963. Entre los directores invitados anteriores figuran Brian Priestman (1988-1990), Gilbert Varga (1997-2000) y Mario Venzago (2000-2003).
Al principio la orquesta llevaba a cabo conciertos sinfónicos y sirvió como la orquesta de la Ópera de Malmö, pero desde 1991 se ha dedicado exclusivamente a conciertos de orquesta sinfónica.
Entre 1985 y 2015, la orquesta dio su principal serie de conciertos en la sala de conciertos de Malmö, tras lo cual se mudaron a Malmö Live.

## Grabaciones
La orquesta ha realizado grabaciones para BIS y Naxos.
En 2011, la orquesta interpretó la banda sonora del videojuego Assassin's Creed: Revelations.

## Directores principales
- Walther Meyer-Radon (1925-1929)
- Georg Schnéevoigt (1930-1947)
- Sten-Åke Axelson (1948-1961)
- Rolf Agop (1962-1964)
- Elyakum Shapirra (1969-1974)
- Janos Fürst (1974-1977)
- Stig Westerberg (1978-1985)
- Vernon Handley (1986-1988)
- James DePreist (1991-1994)
- Paavo Järvi (1994-1997)
- Christoph König (2003-2006)
- Vassily Sinaisky (2007-2011)
- Marc Soustrot  (2011–2019)
- Robert Treviño (comienza en 2019)[6][7]